# غاري وود
غاري وود (بالإنجليزية: Garry Wood)‏ (27 يناير 1988 بأبردين في المملكة المتحدة - ) هو لاعب كرة قدم بريطاني في مركز الهجوم. لعب مع نادي إنفرنيس ونادي روس كاونتي وإلغين سيتي ‏ ونادي مونتروز لكرة القدم وFormartine United F.C. ‏ ونادي بيترهيد ‏.

## وصلات خارجية
- غاري وود على موقع قاعدة بيانات كرة القدم.إي يو (الإنجليزية)
- غاري وود على موقع Soccerbase.com (لاعب) (الإنجليزية)